# Samum
Samum (arabsko سموم samūm; iz korena س م م s-m-m, سم "zastrupiti") je močan, vroč, suh, s prahom nasičen veter. Beseda se običajno uporablja za opis lokalnega vetra, ki piha v Sahari, Palestini, Jordaniji, Siriji in puščavah Arabskega polotoka. Njegova temperatura lahko preseže 54 °C in relativna vlažnost pade pod 10 %.

## Opis
Nuttall Encyclopædia je opisala simoom:
Nevihta se giblje v ciklonski (krožni) obliki, nosi oblake prahu in peska ter povzroča na ljudi in živali zadušljiv učinek.
Poročilo o samumu v Egiptu iz 19. stoletja se glasi:
Egipt je zlasti spomladi in poleti podvržen tudi vročemu vetru, imenovanemu samoom, ki je še vedno močnejši od vetrov khamasin, vendar je veliko krajši in redko traja dlje kot četrt ure ali dvajset minut. Običajno prihaja z jugovzhoda ali jugo-jugovzhoda in s seboj nosi oblake prahu in peska.

## V Severni Ameriki
Domneva se, da se je simoom zgodil 17. junija 1859 v Goleti in Santa Barbari v Kaliforniji. Lokalni zgodovinar Walker Tompkins je zapisal, da:
...zjutraj se je temperatura gibala okoli običajnih 24 do 27 °C, vendar so okoli 13. ure začeli pihati močni super vroči vetrovi, polni prahu, iz smeri gorovja Santa Ynez proti sever. Do 14. ure je temperatura domnevno dosegla 56 °C. To temperaturo naj bi zabeležila uradna ameriška obalna raziskovalna ladja, ki je delovala v vodah tik ob obali, v kanalu Santa Barbara. Ob 17. uri naj bi temperatura padla na 50 °C, do 19. ure pa se je temperatura vrnila na normalnih 25 °C.
Meteorolog Christopher C. Burt je o domnevnem incidentu zapisal:
»Ni podatkov o tem, kdo je opravil to meritev ali kje točno je bila opravljena v Santa Barbari. Nekateri poznejši viri pravijo, da je bil narejen na ameriškem obalnem geodetskem plovilu. Če je temu tako, potem temperatura ni mogoča, saj vode ob Santa Barbari v juniju niso nikoli toplejše od približno 70 °F in morebitnemu vetru, ki bi pihal nad oceanom, bi hladna voda spremenila temperaturo, ne glede na to, kako vroč je zrak. To poročilo je edinstveno in obstajajo fizični dokazi (požgane poljščine in poginule živali), da se je ta dan tukaj zgodilo nekaj neverjetnega, toda temperaturnega zapisa je nemogoče potrditi.«

## Figurativna uporaba samuma
Kratka zgodba Edgarja Allana Poeja MS. Found in a Bottle (1833) prikazuje nevihto ob obali Jave, kjer je »vsak pojav omogočil, da sem [glavni junak-pripovedovalec] prijel Simooma«.
V političnem eseju Chartism Thomas Carlyle trdi, da se tudi najrevnejši ljudje, ki so se sprijaznili z bedo in delom, ne morejo sprijazniti s krivico, ker ohranjajo prirojen občutek, da mora višja (božanska) pravičnost vladati svetu: »Sila sam po sebi, brezupnost upora, ima nedvomno sestavljiv učinek proti neživim Simoomom in številnim drugim povzročiteljem podobne vrste, smo ugotovili, da zadoščajo za ustvarjanje popolne zbranosti. Toda človek bi rekel, da bi se trajna krivica, celo iz neskončne moči, izkazala za nevzdržno s strani moških«.
Walden (1854), Henry David Thoreau, se sklicuje na simoom; uporablja ga, da opiše svojo željo po pobegu od nečesa najbolj nezaželenega. »Ni tako slabega vonja kot tisti, ki izhaja iz omadeževane dobrote. Je človeški, je božanski, mrhovinski. Če bi zagotovo vedel, da v mojo hišo prihaja moški z zavestnim namenom, da mi naredi dobro, bi moral beži za moje življenje, kot pred tistim suhim in pekočim vetrom afriških puščav, imenovanim simoom, ki polni usta in nos, ušesa in oči s prahom, dokler se ne zadušiš, iz strahu, da bi mi naredil nekaj njegovega dobrega – nekaj njegovega virusa se je pomešalo z mojo krvjo. Ne – v tem primeru bi raje trpel zlo na naraven način.«
V svojem romanu Hard Times iz leta 1854 je Charles Dickens v opisu zatiralne poletne vročine sajastih, zakajenih tovarn Coketowna zapisal: »Vzdušje teh pravljičnih palač je bilo kot dih simooma; njihovi prebivalci, ki so zapravljali od vročine, so se trudili. dolgočasen v puščavi« (2. knjiga, 1. poglavje). V Ameriških zapiskih Dickens tudi opisuje »ta škodljivi [politični] strankarski duh« kot »Simoom Amerike, ki razboli in uniči vse zdravo življenje v svojem dosegu«.